# جیمی جانسون
 جیمی جانسون  (انگلیسی: Jimmie Johnson؛ زاده ۱۷ سپتامبر ۱۹۷۵) یک اتومبیل‌رانی، و نیکوکاری اهل ایالات متحده آمریکا است.